# Siemovit II de Rawa
Siemovit II de Rawa (en polonais Siemowit (Ziemowit) II), de la dynastie des Piasts, est né en 1283 et est mort à Sochaczew le 19 février 1345. 

## Titres
Siemovit est duc de Varsovie et de Liw de 1310 à 1313. En 1313, il devient le souverain du duché de Rawa. Il assure également la régence du duché de Płock entre 1336 et 1340.

## Biographie
Siemovit est le fils aîné de Boleslas II de Mazovie et de sa première épouse, Sophie, la fille du grand-duc Treniota de Lituanie.

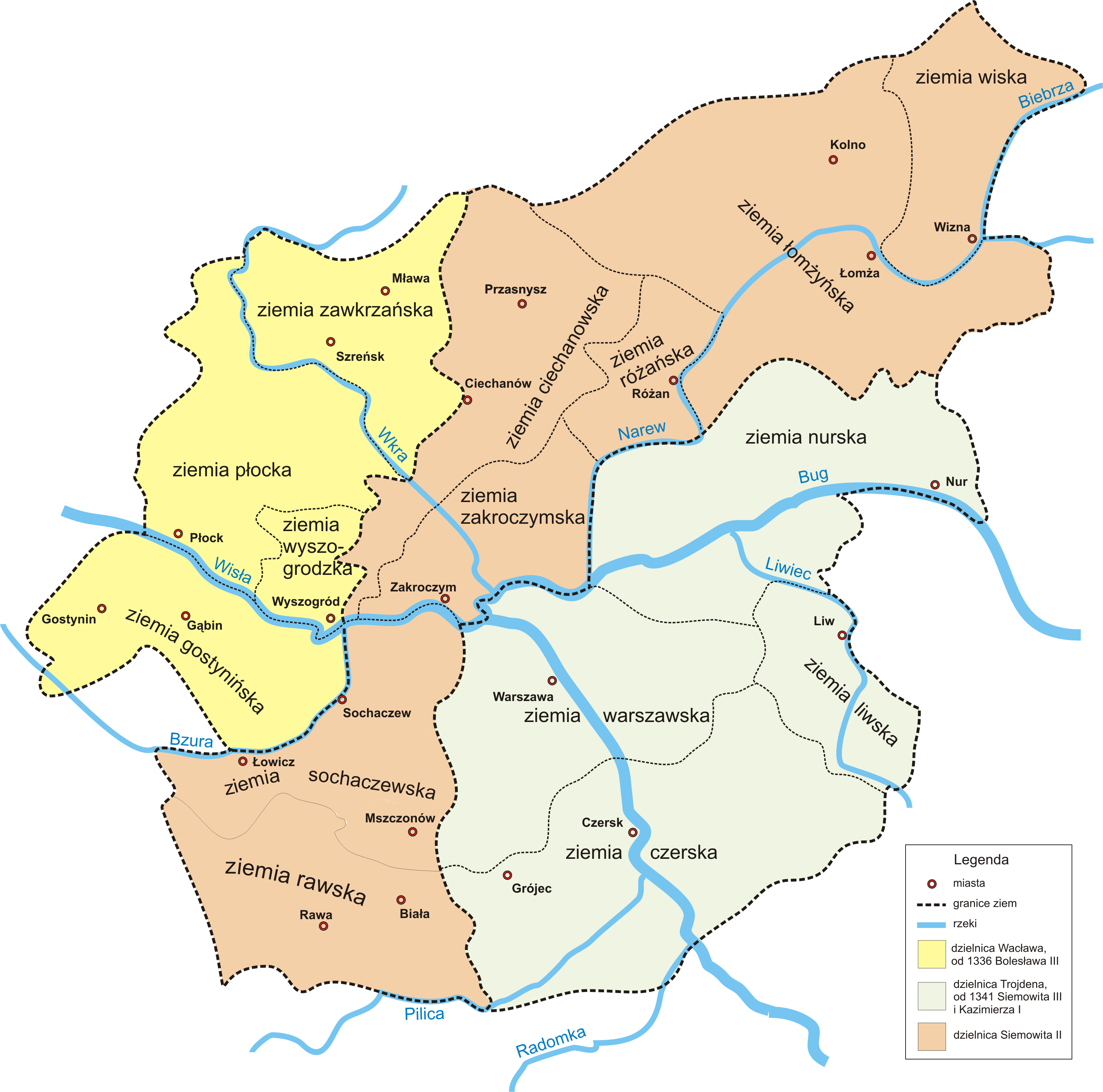
Divisions de la Mazovie
(1313-1345)

En 1310, encore du vivant de son père, Siemovit reçoit la petite région de Varsovie et de Liw. Lorsque son père décède en 1313, la Mazovie fait l’objet d’un nouveau partage. En tant qu’aîné, Siemovit obtient la partie centrale de la Mazovie, avec Rawa Mazowiecka (la capitale), Sochaczew, Zakroczym, Gostynin, Ciechanów et Wizna. Ses jeunes frères Trojden et Waclaw reçoivent respectivement la région de Czersk et la région de Płock. Ce partage ne satisfait personne et conduit, en 1316, à une guerre de courte durée entre les trois frères. 
Sur le plan de la politique étrangère, Siemovit essaie de louvoyer entre ses puissants voisins : la Pologne, l’Ordre Teutonique, la Lituanie et la Bohême. Au début, Siemovit et ses frères soutiennent Ladislas Ier le Bref. En 1323, celui-ci les aide à placer Boleslas, le fils de Trojden, sur le trône de la Rus' de Halych-Volodymyr. Deux ans plus tard, les ducs de Mazovie se joignent à la coalition mise sur pied par Ladislas le Bref contre le Brandebourg.
En 1326, à Brodnica, les ducs mazoviens changent de ligne politique et concluent une alliance avec les chevaliers teutoniques qui leur garantissent de ne pas toucher à leur territoire et à leur indépendance. En représailles, Ladislas et ses alliés lituaniens lancent une attaque contre les duchés mazoviens. Elle se solde par un échec pour les Polonais à la suite de l’entrée des Teutoniques et de la Bohême dans le conflit. 
En 1329, les ducs mazoviens changent brusquement de camp et s’allient à nouveau à Ladislas le Bref. À la suite de cette trahison, une armée composée de Teutoniques et de Tchèques envahit le duché de Płock et oblige Wacław à rendre un hommage de vassalité à Jean de Luxembourg, candidat au trône de Pologne. De peur de subir le sort de leur frère, Siemovit et Trojden reste à l’écart du conflit entre Polonais et Teutoniques. En 1333, les Teutoniques proposent à Siemovit II de lui donner Brześć Kujawski, qu’ils ont pris à la Pologne, en échange d’une nouvelle alliance. Le duc de Rawa décline la proposition et se range définitivement du côté de Ladislas le Bref.
En 1343, la conclusion d’une paix « éternelle » entre la Pologne et l’Ordre teutonique soulage Siemovit II dont le duché occupe une situation inconfortable entre les deux puissances. En tant que successeur potentiel de Casimir III le Grand sur le trône de Pologne, Siemovit II s’engage à renoncer aux droits de la Pologne sur la Poméranie de Gdańsk et sur la région de Chełmno.

## Décès et succession
Siemovit II de Rawa décède le 19 février 1345 dans sa propriété de Sochaczew. Il est inhumé dans la cathédrale de Płock. Il ne s’est jamais marié et ne laisse aucun descendant. Son duché est partagé entre ses trois neveux : Boleslas III de Płock, Siemovit III de Mazovie et Casimir Ier de Varsovie. 